# Hans Schwab (Radsportler)
Hans Schwab (* 6. Juli 1932; † 2012)  war ein deutscher Radrennfahrer und nationaler Meister im Radsport.

## Sportliche Laufbahn
Schwab war im Bahnradsport und im Straßenradsport aktiv. 1946 begann er mit 13 Jahren in der B-Jugendklasse und gewann sein erstes Rennen bei seinem ersten Start. Mit 17 Jahren gewann er die deutsche Jugendmeisterschaft im Sprint. 1950 gewann der RC Herpersdorf, dem Schwab angehörte, die nationale Meisterschaft in der Mannschaftsverfolgung mit Gotthard Dinta, Hans Schwab, Günther Andrae und Fritz Neuser den Titel. 1951 verteidigten diese vier Fahrer den Titel. 1952 gewannen Schwab, Dinta, Neuser und Franz Bittner die Meisterschaft.
Auf der Straße holte Schwab mit Fritz Neuser, Kurt Liebermann, Konrad Schnell, Günther Andrae und Heinz Winkelmann 1951 den Meistertitel im Mannschaftszeitfahren. Schwab war für die Olympischen Sommerspiele 1952 in Helsinki nominiert. Nach einem schweren Sturz musste er kurz vor Olympia seine Karriere beenden. 1951 wurde er für seine sportlichen Leistungen mit dem Silbernen Lorbeerblatt durch den Bundespräsidenten geehrt.